# Rosenheim (Renânia-Palatinado)
Rosenheim (Renânia-Palatinado) é um município da Alemanha localizada no distrito de Altenkirchen, na associação municipal de Verbandsgemeinde Gebhardshain, no estado da Renânia-Palatinado.